# Titaeospora detospora
Titaeospora detospora är en svampart som först beskrevs av Pier Andrea Saccardo, och fick sitt nu gällande namn av Bubák 1916. Titaeospora detospora ingår i släktet Titaeospora, divisionen sporsäcksvampar och riket svampar.   Inga underarter finns listade i Catalogue of Life.